# Ел аз-Захир
Али аз-Захир (20. јун 1005 - 13. јун 1036) био је седми фатимидски калиф. Владао је од 1021. године до своје смрти.

## Биографија
Захир је син претходног калифа Хакима. Преузео је престо 1021. године након очевог тајанственог нестанка. Регентство је вршила његова тетка. Након њене смрти (1023) настају борбе око престола. Године 1028. везир постаје Али ибн Ахмад Јарјараи. Током Захирове владавине Фатимидски калифат био је у сукобу са Византијом. Алепо ће прелазити из руке у руку. На крају је са Византијом склопљен споразум. Обновљена је црква Светог Гроба у Јерусалиму. Захир је умро 1036. године од куге. Наследио га је син ел Мустаншир, тада још увек малолетан.